# Iglesia de San Martino de Villallana
La iglesia parroquial de San Martino de Villallana es un templo católico situado en el concejo español de  Lena , perteneciente a la comunidad autónoma de Asturias, que se encuentra en la vertiente occidente del valle del río Lena, a unos 8 km de Campomanes si se va en dirección sur y a 32 km de Oviedo en dirección norte, en la Comarca de la «Montaña Central de Asturias» y fue declarado BIC en BOPA (Boletín Oficial del Principado de Asturias) el 12 de febrero de 1982.
Samartino pertenece a la parroquia de Villallana y un ramal de la vía romana de La Carisa está cerca de esta vía. Las primeras noticias que se tiene de Samartino es del año 905, cuando fue donada por  Alfonso III a la  iglesia de San Salvador de Oviedo. Por otro lado hay datos de que la iglesia de Sanmartino fue construida en el siglo XIII, lo que hace sospechar que su edificación se hizo sobre otra obra anterior perteneciente al  prerrománico asturiano, pero no queda ningún resto de ella.

## Estructura del edificio
La iglesia es de una nave, rematada en un ábside  semicircular con un tramo recto inmediatamente anterior. El templo sufrió muchas modificaciones a lo largo de los siglor pero la que más modificó su estructura y aspecto externo fue la que se realizó e el siglo XIX que incluía la construcción de dos capillas laterales, dos sacristías y la  espadaña. La  portada que mira al sur es un arco de medio punto apoyado sobre impostas sin ninguna decoración. Sobre la portada aparecen tres canecillos donde uno de ellos, el de la izquierda representa al Buen Pastor porque representa a  Jesús con un corderillo sobre los hombros como una alegoría a la salvación de las almas gracias al apoyo y esfuerzo de Jesús. Las impostas están decoradas con clavos y los capiteles con hojas de palma en la zona derecha y  lanceoladas con en el izquierdo. Las paredes internas del ábside tienen pinturas de cuatro parejas de santos.